# Freda Freifrau von Rechenberg
Petronella Amalie Erdmuthe Antonie Friederike („Freda“) Freifrau von Rechenberg, geborene von Meyerinck (* 27. Juli 1869 in Klein Bresa, Niederschlesien; † 26. April 1962 in Hamburg) war eine deutsche Politikerin (DNVP).

## Leben und Wirken
Freda von Rechenberg stammte aus der preußischen Adelsfamilie von Meyerinck. Ihr Vater war der Rittmeister Kurt von Meyerinck (1843–1893), ihre Mutter Emilie von Kraewel (* 26. Juli 1848). Zu ihren Neffen zählten der Offizier Bernhard von Tschirschky und der Diplomat Fritz Günther von Tschirschky.
Am 1. Dezember 1891 heiratete sie den Landrat Richard Fedor von Rechenberg (* 2. Januar 1856 in Ilmen; † 15. Januar 1939 in Potsdam), mit dem sie seit dem August desselben Jahres verlobt war. Zuvor lebte sie in Hannover. Aus der Ehe gingen der Sohn Hans Albrecht Richard Fedor Melchior (1892–1953), verheiratet, Fabrikdirektor, Dr. phil., M.d.B. für die FDP; und die Töchter Freda Augusta (1896–1985), verheiratet; und Margarete Maria (* 1907), geschieden, hervor.
Nach dem Ersten Weltkrieg trat Rechenberg in die Deutschnationale Volkspartei (DNVP) ein. Für diese gehörte sie von 1924 bis 1928 dem Preußischen Landtag an und amtierte als Vorsitzende des Landesfrauenausschusses von Mittelschlesien, saß nach jetzigen Kenntnissen kurzzeitig im Vorstand. 1928 lebte sie in Breslau. Nach der Wahl Alfred Hugenbergs zum Parteivorsitzenden der DNVP 1928 verließ Rechenberg die Partei und schloss sich den sogenannten „Volkskonservativen“, einer DNVP-Abspaltung unter der Führung des nachmaligen Ministers Gottfried Treviranus an, die sich als rechts von der DVP, jedoch links vom Hugenberg-Flügel der DNVP sahen.

## Schriften
- Gefährdung der Eheauffassung. In: Frauenkorrespondenz 10, 22. März 1928.
- Von der Rassenkunde zum Völkischen Staat. In: Die Deutschnationale Frau. 14, Nr. 22, 15. November 1932.[8]